# Джгун (зупинний пункт)
Джгун — залізничний пасажирський зупинний пункт Харківської дирекції Південної залізниці.
Розташований у селі Щебетуни, Нововодолазький район, Харківської області на лінії Мерефа — Красноград між станціями Ордівка (4 км) та Водолага (6 км).
Станом на травень 2019 року щодоби дев'ять пар приміських електропоїздів здійснюють перевезення за маршрутом Харків-Пасажирський — Красноград.